# Walschbronn
Walschbronn település Franciaországban, Moselle megyében. Lakosainak száma 392 fő (2022. január 1.). Walschbronn Breidenbach, Liederschiedt, Rolbing, Schweyen és Waldhouse községekkel határos.

## Népesség
A település népessége az elmúlt években az alábbi módon változott:
| Lakosok száma | 496  | 497  | 514  | 497  | 467  | 438  | 408  | 400  | 392  |
|               | 2013 | 2015 | 2016 | 2017 | 2018 | 2019 | 2020 | 2021 | 2022 |